# Premiul Academiei Poloneze de Film pentru întreaga activitate
Premiul Vulturul al Academiei Poloneze de Film pentru întreaga activitate sau Vulturul pentru întreaga activitate (în poloneză Orzeł za osiągnięcia życia) este acordat din 1999 de Academia Poloneză de Film în cadrul ceremoniei anuale a Premiilor Filmului Polonez pentru realizări de excepție în cinematografie de-a lungul întregii vieți.

## Lista câștigătorilor
- 1999: Wojciech Has[1]
- 2000: Andrzej Wajda
- 2001: Stanisław Różewicz
- 2002: Tadeusz Konwicki
- 2003: Roman Polanski
- 2004: Kazimierz Kutz
- 2005: Jerzy Kawalerowicz
- 2006: Jerzy Hoffman
- 2007: Witold Sobociński
- 2008: Janusz Morgenstern
- 2009: Jerzy Wójcik
- 2010: Jerzy Stefan Stawiński
- 2011: Tadeusz Chmielewski
- 2012: Janusz Majewski
- 2013: Danuta Szaflarska
- 2014: Kazimierz Karabasz
- 2015: Franciszek Pieczka
- 2016: Janusz Gajos
- 2017: Sylwester Chęciński
- 2018: Jerzy Stuhr
- 2019: Krzysztof Zanussi

## Legături externe
- pnf.pl